# Monte Alto (Appennino tosco-emiliano)
Il monte Alto è una montagna dell'Appennino Tosco-Emiliano alta 1 904 metri.

## Geografia
Ubicata al confine tra Emilia e Toscana, tra i comuni di Ventasso (fino al 2015 comune di Ramiseto) (RE) e Comano (MS), la montagna è inserita nel contesto del Parco nazionale dell'Appennino Tosco-Emiliano.

## La montagna
Il versante lunigianese del monte ha una pendenza cospicua tale da renderne sconsigliabile una scalata da parte di soggetti non esperti o non adeguatamente preparati. Anche il lato emiliano è particolarmente ripido, sebbene permetta un avvicinamento alla cima tramite sentieri di aggiramento che evitano i tratti più ripidi.
Il complesso del monte Alto si caratterizza per la presenza di numerosi pietroni a cielo aperto, usurati e spezzati dagli agenti atmosferici succedutisi nel corso del tempo.

## I luoghi
A nord del monte Alto sono presenti i Groppi di Camporàghena e Torsana (in dialetto della Lunigiana i Gropi d'Camp'rànga e Torsana), un gruppo di cime, sostanzialmente della stessa altitudine, la cui vetta più elevata si chiama Punta Buftanaro (1 878 m), che si stagliano sul crinale, in compagnia dello stesso monte Alto, come una invincibile barriera naturale.
Dai Gruppi di Camporàghena e Torsana e dal monte Alto sorgono, sul lato toscano, il rio di Luscignano, che sfiora il borgo di Torsana, e un ramo del torrente Taverone che lambisce il borgo di Camporaghena per proseguire lungo la valle di Comano e mischiarsi con le acque provenienti dal passo del Lagastrello.
Alle spalle del monte Alto si trovano l'Alpe di Succiso (2 017 m), il monte Casarola (1 979 m) e il monte Torrione (1 802 m), tutti raggiungibili tramite il passo della Pietra Tagliata (1 750 m).
Dal limitrofo versante reggiano, alla base dell'Alpe di Succiso, traggono origine le acque del fiume Secchia, affluente di destra del Po.